# Thibaut Garros
Thibaut Garros, né le 2 janvier 2003 à Toulouse, est un joueur international français de futsal.
Formé au football au Toulouse FC, Garros intègre le Pôle France Futsal de Lyon à sa création en 2018 et se consacre alors à la discipline en salle. Il s'engage avec le Toulouse Métropole FC évoluant en première division française. Trop jeune pour évolue en D1 Futsal, Garros s'entraîne avec le groupe avant de débuter au plus haut niveau pour sa deuxième saison. En 2021, la section futsal du TMFC disparaît et Garros déménage dans le club voisin de l'UJS Toulouse.
Garros est convoqué en équipe de France U19 à seulement seize ans en 2019. Il participe à qualifier la France pour le premier Euro U19 en 2022. Dès la fin d'année, avant ses vingt ans, le jeune gardien connaît sa première sélection en équipe de France A. Il intègre l'équipe de France U23 avec qui il termine troisième du Mondial universitaire 2023. À la suite de la blessure du gardien titulaire, Garros intègre le groupe France qui se qualifie pour la première Coupe du monde de son histoire. Il est même préféré en tant que second gardien de but lors de la phase finale et les Bleus terminent quatrièmes pour leur premier Mondial.

## Biographie

### Formation au TFC puis Pôle France futsal
Thibaut Garros est formé au Toulouse Football Club durant neuf années. Il se souvient alors : « je suis passé au Futsal suite aux Interligues Avenir de foot à 11 à Mejannes-le-Clap. J’ai fait une très bonne compétition lors des interligues et l’on m’a ensuite contacté pour faire un stage à Clairefontaine pour intégrer le Pôle France Futsal » à sa création en 2018.
Le jeune gardien de but fait partie de la première promotion du Pôle France et quitte le football traditionnel et le TFC pour s'engager au sein de la section futsal du Toulouse Métropole FC relégué en Division 2 pour la saison 2018-2019. Thibaut Garros est le premier gardien formé au Pôle France de Lyon, mais est trop jeune pour jouer en équipe première au TMFC.

### Débuts en première division (depuis 2019)
Pour la saison 2019-2020, le TMFC Futsal réussie son retour dans l’élite du futsal français, s’emparant du fauteuil de leader fin octobre. À l'arrêt de la compétition pour cause de pandémie de Covid-19, le TMFC est cinquième de D1. L'exercice 2020-2021 est encore meilleur et l'équipe réalise la meilleure saison de son histoire en terminant à la quatrième place du championnat.
À l'été 2021, la section futsal du TMFC disparaît et Thibaut Garros s'engage avec le club voisin de l'Union des jeunes sportifs toulousains. 

### En équipe nationale

#### Sélections jeunes (2019-2021)
En mars 2019, à seulement seize ans, Thibaut Garros est le plus jeune joueur sélectionné par Raphaël Reynaud en équipe de France U19 pour préparer le tour principal du championnat d’Europe en Finlande. En janvier 2020, lors du troisième match de la Futsal Winter Cup en Croatie, Garros inscrit un but lors du sacre contre la Belgique (9-2).
En août 2021, Garros marque à nouveau face au Pays de Galles en ouverture de la Montaigu Futsal Cup (9-2) puis ouvre le score face à la Croatie lors du troisième match (4-3), synonyme de victoire finale dans le tournoi.
En mars 2022, avec la sélection U19, Garros dispute les qualifications pour l'Euro de la catégorie et qualifient pour la première fois la France à cette épreuve. Avec trois défaites lors de la phase finale en septembre, les Bleuets terminent dernier du groupe B.

#### Sélection A (depuis 2022)
En décembre 2022, Garros est appelé en équipe de France A pour une tournée au Monténégro en compagnie de ses coéquipiers toulousains Youness Ahssen et Michael de Sá Andrade. Sur le banc lors d'une première victoire (5-3), Thibaut connaît sa première sélection en entrant en jeu lors d'un second sacre face au pays hôte (9-1). En janvier 2023, Garros intègre la sélection U23 française en amical contre le Japon.
À la suite de la blessure de Joévin Durot en mai 2023, Thibaut Garros monte à la troisième place dans la hiérarchie des gardiens de l'équipe de France A, derrière Francis Lokoka et Louis Marquet. En septembre, Garros est sélectionné mais reste en tribune lors du premier match du Tour élite pour le Mondial 2024 en Slovaquie (4-4). Les Bleus se qualifient pour la première Coupe du monde de futsal français.
En février 2024, Garros est titulaire dans les buts de la France pour un amical contre les Pays-Bas, menés 3-1 à la pause, les Bleus l'emportent 6-3. En avril, la France remporte la Global Futsal Cup grâce à un nul 4-4 contre l'Ukraine, où Garros est l'auteur de parades précieuses en fin de match. Le mois suivant, Garros est retenu en sélection nationale U23 pour le championnat du monde universitaire, terminé à la troisième place.
À l'heure de la liste finale pour la Coupe du monde 2024, Garros est préféré à Marquet comme second gardien aux côtés du titulaire Lokoka. Il est alors plus jeune membre de l'équipe de France du haut de ses 21 ans (huit sélections). Lors du premier match contre le Guatemala, Garros réalise une bonne entrée en jeu en second période, remportant trois face-à-face. Thibaut est ensuite titularisé lors du troisième match de poule contre l'Iran. Alors que les deux équipes sont déjà qualifiées, celles-ci sont critiquées pour le peu d'intensité démontrée et les Bleus sont accusés, notamment Thibaut sur le premier but encaissé,, de perdre volontairement pour obtenir une suite de compétition plus simple (défaite 1-4). Garros retrouve ensuite sa place de suppléant de l'équipe surprise de la compétition qui se hisse jusqu'en demi-finale. Entré en jeu pour cette action, Garros encaisse le troisième but adverse sur un penalty à dix mètres, synonyme d'élimination (2-3),. Thibaut débute un second match dans les buts français lors de la rencontre suivante pour la troisième place. Cela est expliqué comme « un choix tactique. On savait que l’Ukraine était agressive au milieu de terrain. On voulait jouer chez eux. Thibaut à un jeu qui permet de jouer plus haut. Ça a bien fonctionné par moments. Il a fait un match correct et c’est un jeune joueur qui a besoin de prendre de l’expérience » par le sélectionneur. L'équipe de France perd face à l'Ukraine (7-1) et termine quatrième.

## Style de jeu
Fin 2023, le sélectionneur national Raphaël Reynaud le décrit : « En D1 Futsal, à Toulouse, il s’affirme vraiment au haut niveau, à 20 ans. Il est doté d’énormes qualités d’explosivité, des qualités athlétiques et de jeu au pied qui lui permettent de prétendre à aller encore plus haut et à taper très sérieusement à la porte de l’Équipe de France. Il a parfois manqué un peu d’ambition mais aujourd’hui il est en train de prendre la mesure de tout son potentiel ».

## Statistiques
| Saison                | Club                  | Championnat           | Championnat | Championnat | Coupe(s) nationale(s) | Coupe(s) nationale(s) | France | France | Total | Total |
| Saison                | Club                  | Division              | M.          | B.          | M.                    | B.                    | M.     | B.     | M.    | B.    |
| 2019-2020             | Toulouse MFC          | D1                    | 1           | -           | -                     | -                     | -      | -      | 1     | 0     |
| 2020-2021             | Toulouse MFC          | D1                    | 5           | -           | -                     | -                     | -      | -      | 5     | 0     |
| Sous-total            | Sous-total            | Sous-total            | 6           | 0           | -                     | -                     | 0      | 0      | 6     | 0     |
| 2021-2022             | UJS Toulouse          | D1                    | -           | -           | -                     | -                     | -      | -      | 0     | 0     |
| 2022-2023             | UJS Toulouse          | D1                    | -           | -           | -                     | -                     | 1      | -      | 1     | 0     |
| 2023-2024             | UJS Toulouse          | D1                    | 19          | 1           | -                     | -                     | 3      | -      | 22    | 1     |
| 2024-2025             | UJS Toulouse          | D1                    | 5           | -           | -                     | -                     | 8      | -      | 13    | 0     |
| Sous-total            | Sous-total            | Sous-total            | 24          | 1           | -                     | -                     | 12     | 0      | 36    | 1     |
| Total sur la carrière | Total sur la carrière | Total sur la carrière | 30          | 1           | -                     | -                     | 12     | 0      | 42    | 1     |

## Palmarès
Thibaut Garros remporte la troisième édition de la Montaigu Futsal Cup en août 2021 avec l'équipe de France U19. En juin 2024, Garros termine troisième du championnat du monde universitaire avec l'équipe de France U23.